# 청량읍
청량읍(靑良邑)은 대한민국 울산광역시 울주군의 동남부에 위치한 읍이다. 2017년 12월 울주군청이 울산광역시 남구에서 이전해서 군청소재지가 되었으며, 이에 따라 2018년 4월 3일 청량면에서 청량읍으로 승격하였다.

## 개요
청량읍은 서쪽으로는 문수산, 동쪽으로는 동해바다를 바라보고 있다. 주민들의 생활권은 울산의 신시가지이며, 울산시민의 생활중심권인 공업탑로타리를 중심으로 울산광역시 울주군에 속한다. 청량읍 소재지인 상남리와 덕하리, 용암리, 삼정리, 중리 일부를 제외한 전체면적 60.02km2의 85%인 51.03km2가 개발제한구역(G.B)으로 지정되어 있다. 읍소재지인 상남리는 7개마을로써 1,852세대 4,886명의 주민이 거주하며, 읍 전체 인구의 30%를 차지하고 있다. 농가는 전체 세대의 25.4%로서 미곡과 과수(배) 및 시설채소를 재배하여 농가 소득을 올리고 있다. 특히, 울산시민의 식수원인 회야댐이 동천리 및 중리 일원에 위치해 있으며, 가정용, 공업용 전력을 공급하고 있는 신울산전력소가 개곡리 개산마을에 위치하고 있다. 그리고 서민들의 소박하고 정다운 정서가 서려있는 재래시장인 덕하오일장이 2일과 7일에 열리고 있어 지역경제활성화에 크게 기여하고 있다.

## 연혁
신라시대부터 청량촌이라 불렀다. 조선 초기에 청량리라 하였다가 1672년에 청량면으로 승격하였다. 헌종때에 울산~기장간 도로를 경계로 청북, 청남면으로 분리하였다가 뒤에 다시 청량면으로 합면하였다.
- 1914년 4월 1일 사방, 목도, 처용, 신기, 달포, 산하 6개동이 온산면에 편입되고, 웅촌면 신리동을 편입하여 11개리로 개편하였다. 면사무소는 덕하리에 두었다가 뒤에 상남리로 이전하였다.

| 개편 전                                                        | 개편 후        |
| -------------------------------------------------------------- | -------------- |
| 덕정동(德亭洞), 하정동(下亭洞)                                 | 덕하리(德下里) |
| 상남동(上南洞), 송전동(松田洞)                                 | 상남리(上南里) |
| 개산동(開山洞), 진곡동(眞谷洞)                                 | 개곡리(開谷里) |
| 수문동(殊文洞), 죽전동(竹田洞), 두현동(斗峴洞)                 | 문죽리(文竹里) |
| 외율동(外栗洞), 내율동(內栗洞), 영축동(永丑洞)                 | 율리(栗里)     |
| 신정동(新亭洞), 반정동(盤亭洞), 상정동(上亭洞)                 | 삼정리(三亭里) |
| 중리동(中里洞), 웅촌면 신리동(新里洞)                          | 중리(中里)     |
| 양천동(良川洞), 양동동(良東洞)                                 | 동천리(東川里) |
| 용암동(龍岩洞), 오천동(烏川洞), 오대동(烏大洞)                 | 용암리(龍岩里) |
| 두왕동(斗旺洞)                                                 | 두왕리(斗旺里) |
| 회학동(回學洞), 회남동(回南洞), 거남동(巨南洞), 진호동(眞湖洞) | 학남리(學南里) |
- 1952년 4월 25일 지방 선거가 시행되고 초대 청량면의원 12명이 선출되었다.
- 1961년 9월 1일 청량면의회가 해산되었다.
- 1962년 6월 1일 두왕리를 신설 울산시에 편입하고 울주군 청량면이 되었다.
- 1975년 10월 1일 용암리와 학남리를 온산면에 편입하였다.
- 1987년 1월 1일 온산면 용암리를 청량면으로 환원하였다.
- 1991년 1월 1일 울주군이 울산군으로 개칭하면서 울산군 청량면이 되었다.
- 1995년 1월 1일 울산시·울산군 통합으로 울산시 울주군 청량면이 되었다.
- 1997년 7월 15일 울산시가 울산광역시로 승격하면서 울산광역시 울주군 청량면이 되었다.
- 2013년 8월 1일 울산 신일반산업단지 조성으로 용암리와 온산읍 처용리간의 경계가 일부 조정되었다.
- 2018년 4월 3일 울주군 청량읍으로 승격되었다.

## 행정 구역
청량읍은 9개 법정리와 26개 행정리로 구성되어있다. 인구는 2013년 12월 기준으로 5,653세대 13,999명이다. 읍소재지는 상남리(신덕하)이며 덕하역, 덕하시장, 청량보건지소, 청량파출소, 우체국, 청량농협 본소 등 읍의 주요 시설이 신덕하에 집중되어있다. 인구는 1,800세대 규모의 아파트단지가 조성된 삼정리가 가장 많다. 중리는 회야댐에 대부분 수몰되어 주민이 없다.
| 법정리 | 한자   | 세대  | 인구   |
| ------ | ------ | ----- | ------ |
| 덕하리 | 德下里 | 979   | 2,708  |
| 동천리 | 東川里 | 165   | 364    |
| 상남리 | 上南里 | 1,801 | 3,424  |
| 개곡리 | 開谷里 | 204   | 435    |
| 문죽리 | 文竹里 | 212   | 492    |
| 삼정리 | 三亭里 | 1,836 | 5,632  |
| 율리   | 栗里   | 314   | 668    |
| 용암리 | 龍巖里 | 142   | 276    |
| 중리   | 中里   | 0     | 0      |
| 청량읍 | 靑良邑 | 5,653 | 13,999 |

## 교육 기관
- 세인고등학교
- 청량중학교
- 삼정초등학교
- 문수초등학교
- 청량초등학교

## 교통 시설

### 도로
동해고속도로가 지나며 덕하리에 청량 나들목, 율리에 문수 나들목이 개설되어있다.
청량읍은 읍사무소 소재지면서 오랫동안 청량읍의 중심지였던 동부의 상남리, 덕하리 일대와 울주군청 예정부지이며 아파트단지가 조성되고 있는 서부의 율리, 삼정리 일대로 나뉘어 있다. 동부지역은 국도 제31호선이 지나면서 남쪽으로 온산읍, 북쪽으로 남구 두왕동, 공업탑로터리로 연결된다. 서부지역은 국도 제7호선이 지나면서 남쪽으로 웅촌면, 부산광역시 금정구로, 북쪽으로 남구 무거동으로 연결된다. 그리고 국도 제14호선이 율리에서 분기하여 문죽리-개곡리를 지나 덕하리를 경유, 남쪽으로 온양읍과 부산광역시 기장군으로 연결되고, 울주군도 34호선(옛 지방도 제1081호선)이 덕하리에서 삼정리를 지나 웅촌면으로 연결된다.

### 철도
동해선이 지나며 상남리에 덕하역이 있다(동해선 차량 기지인 울산차량사업소 2021년 상반기 완공).

## 청량면의회
청량면의회는 1952년부터 1961년까지 존속한 대한민국의 지방의회이다.
- 1952년 4월 25일 초대 면의원 선거 실시, 청량면의원 12명(대한독립촉성국민회3+대한청년단2+무소속7)이 선출되었다.
- 1956년 8월 8일 2대 면의원 선거 실시, 청량면의원 11명(자유당11)이 선출되었다.
- 1960년 12월 12일 3대 면의원 선거 실시, 청량면의원 11명이 선출되었다.
- 1961년 9월 1일 군사 정권에 의해 강제해산되었다.